# وادي شي
وادي شي هو نهر أو وادي يقع في الشارقة في الإمارات العربية المتحدة. الوادي يحتوي على سد كبير في قرية وادي شي.
يمتد الوادي من الجبال نزولاً ليلتقي بمدينة خورفكان الساحلية على خليج عمان، وهو محاط بسد فوق القرية التراثية نجد المقصار بجوار سد الرفيصة، وهو موقع سياحي شهير. تحت السد توجد القرية التراثية التي رُممت على سفح التل وحصن نجد المقصار. يشكل حصن نجد المقصار جزءًا من سلسلة متصلة من التحصينات التي تحمي خورفكان، بما في ذلك برج الربيع وبرج العدواني.
يضم وادي شي موقع وادي شي الأثري، وهو عبارة عن مجموعة مهمة من النقوش الصخرية التي تشمل التشكيل الحيواني (صور الخيول والجمال) والتجسيم (الفرسان على ظهر الحيوانات). يتضمن عدد من الأنماط الهندسية مثل تصوير سفينة تحت الشراع، وهو نمط مشابه للأنماط الأخرى الموجودة في سلطنة عمان وكذلك في رؤوس الجبال في رأس الخيمة. يقع موقع المدرجات في الجانب الجنوبي الشرقي من الوادي.
العمر الدقيق للنقوش الصخرية غير معروف، على الرغم من أنها (مثل الأخرى الموجودة في الإمارات العربية المتحدة وسلطنة عمان) تحمل تشابهًا صارخًا مع الزخارف الفنية التي يمكن تأريخها إلى العصر الحديدي. ومع ذلك، فإن تحديد التاريخ
هي إشكالية والتأريخ بعد العصر الحديدي هو أيضًا احتمالي.

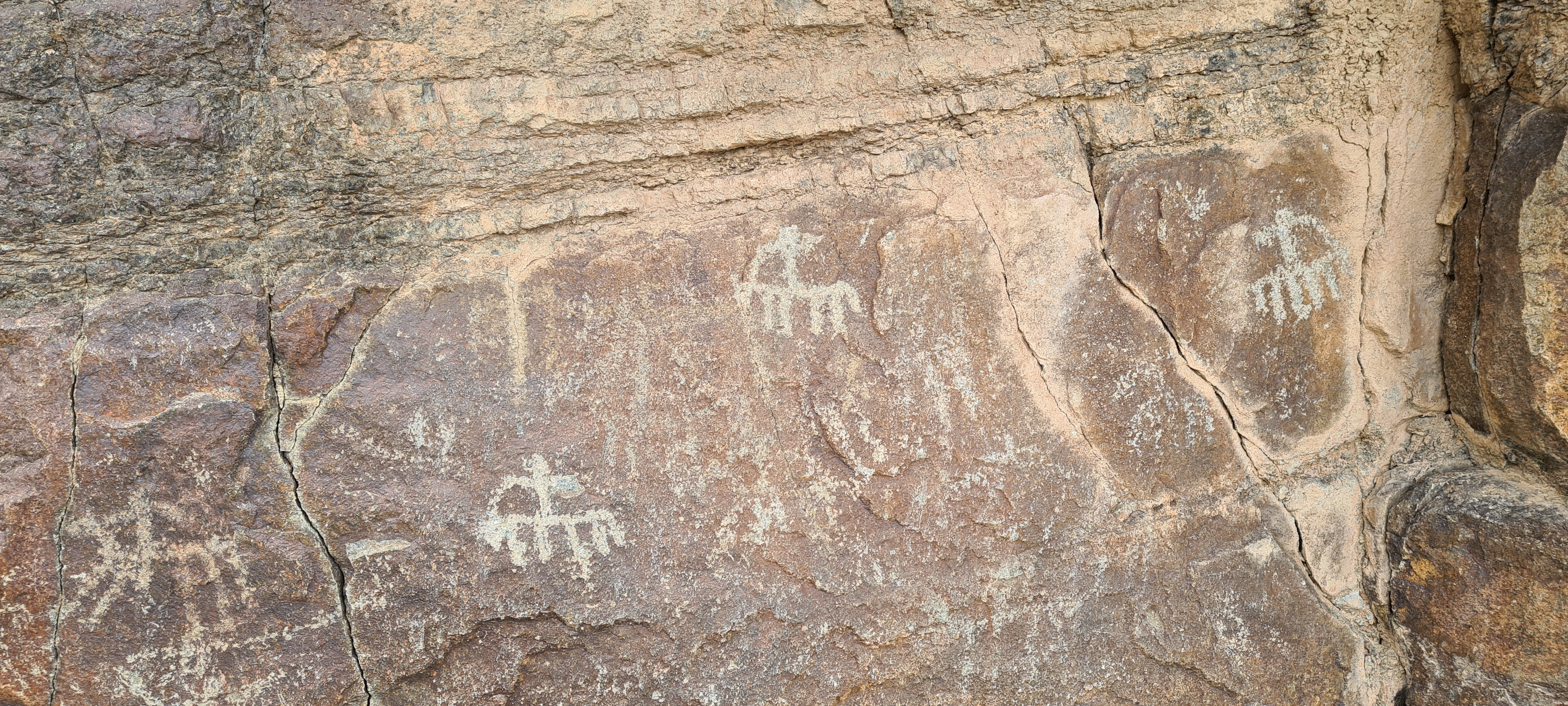
Anamorphic and zoomorphic petroglyphs at Wadi Shie
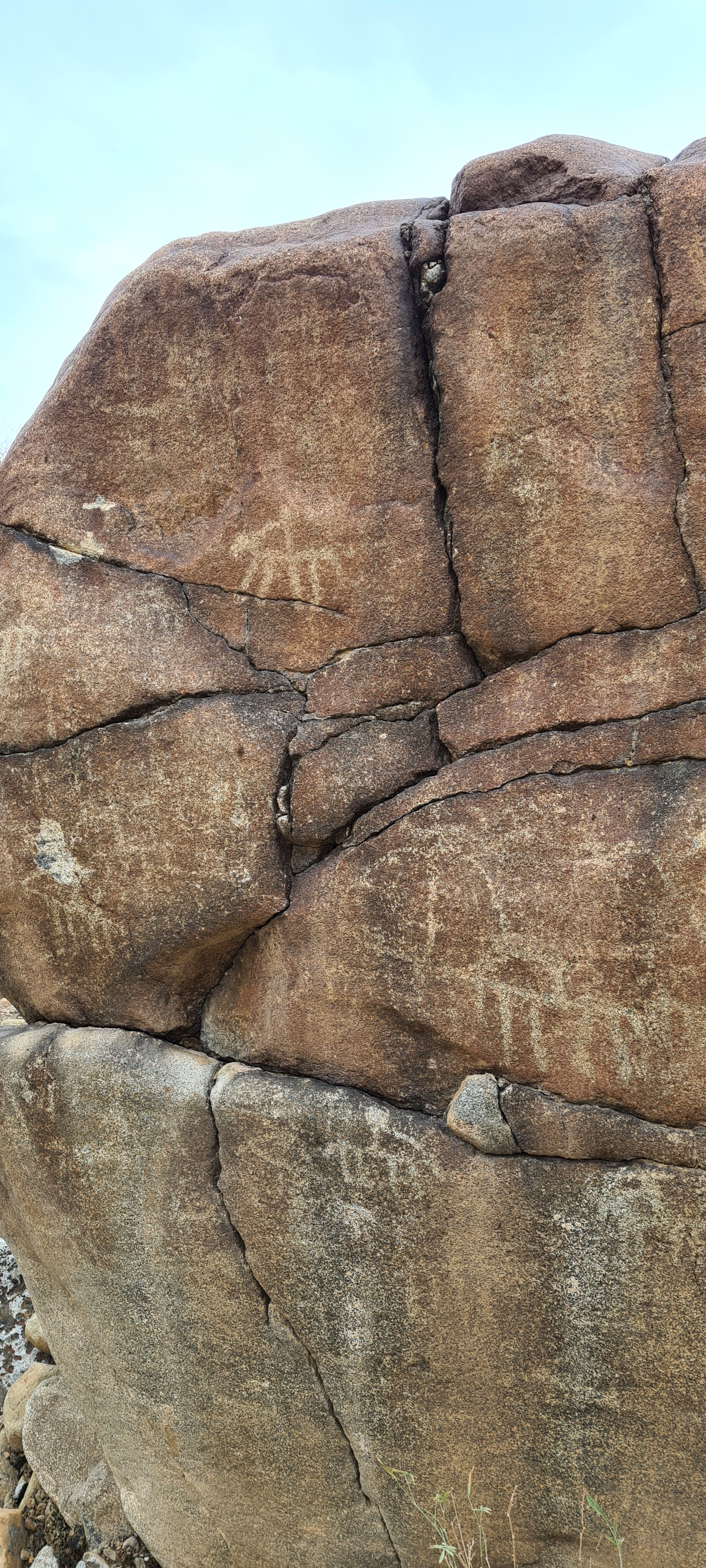
Petroglyphs in Wadi Shie, including horseback and camelback riders.
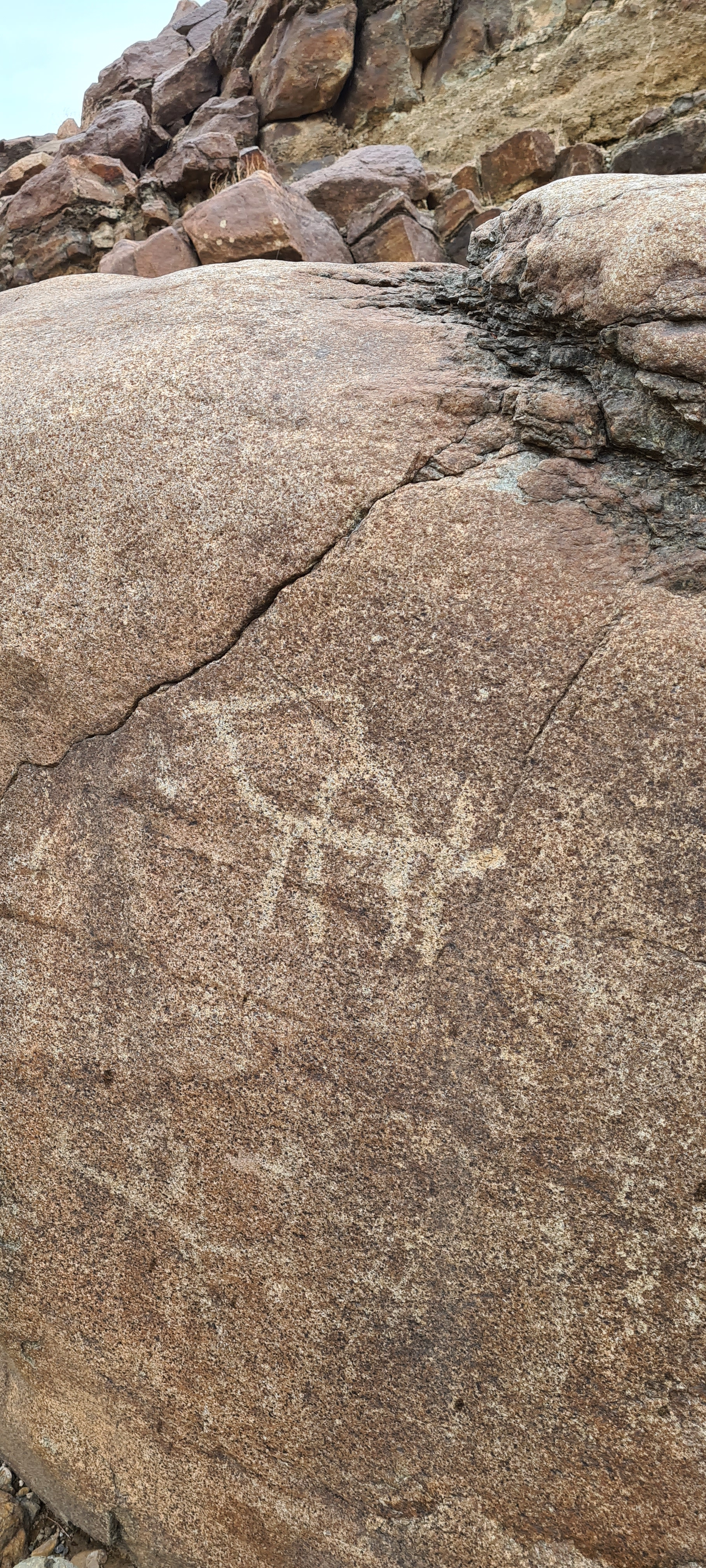
Petroglyphs depicting camels in Wadi Shie
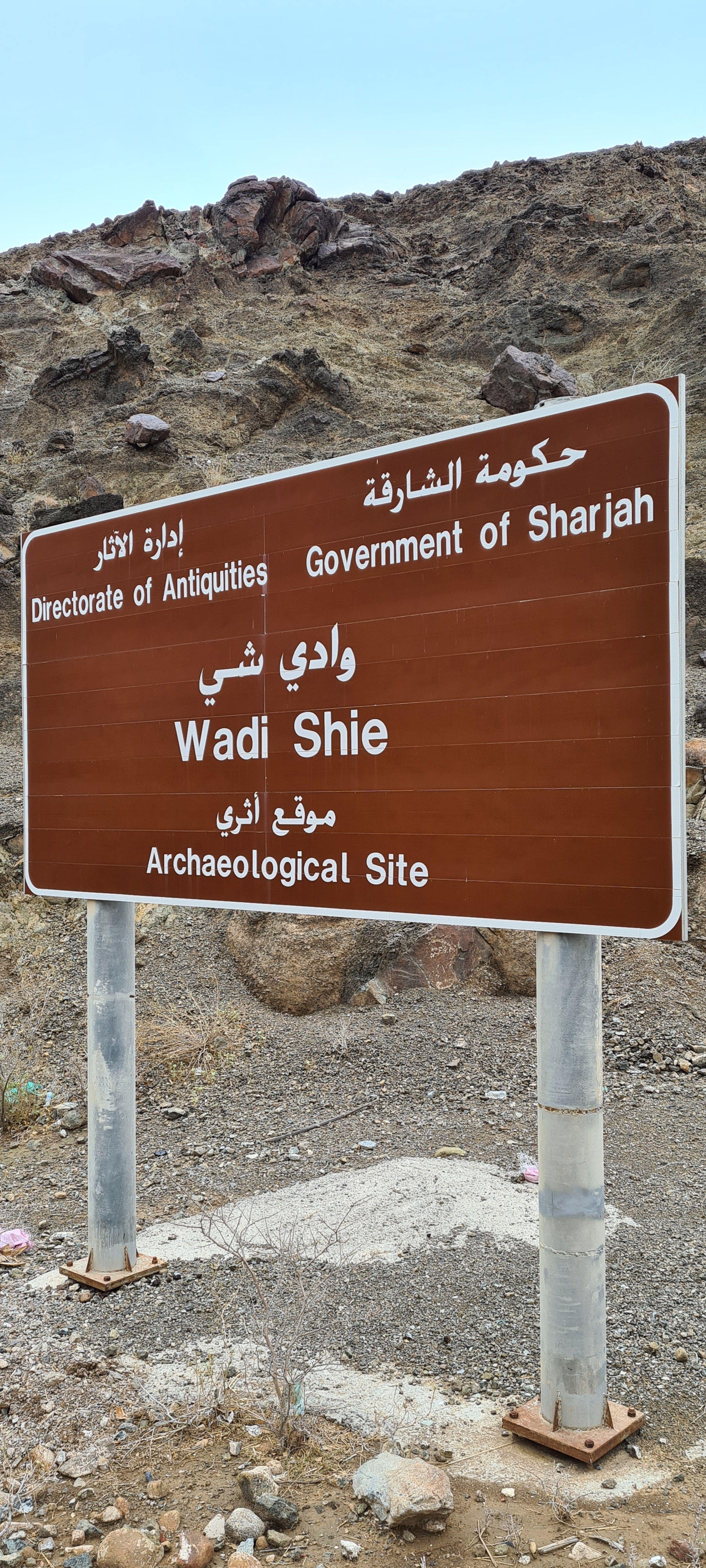
The Archaeological Site in the Wadi Shie is unprotected from the elements save for the sign marking it out.